# 布里斯班高地
60°36′S 45°38′W / 60.600°S 45.633°W
布里斯班高地（英語：Brisbane Heights）是南極洲的高地，位於南奧克尼群島的科羅內申島，海拔高度960米，英國探險隊在1947年測量該高地，現時由南極條約體系管理。